# Leucocelis
Leucocelis is een geslacht van kevers uit de familie bladsprietkevers (Scarabaeidae). Het geslacht werd voor het eerst wetenschappelijk beschreven in 1842 door Burmeister.

## Soorten
- Leucocelis abbotti Linell, 1897
- Leucocelis abdita Kolbe, 1914
- Leucocelis abessinica Moser, 1913
- Leucocelis adelpha Kolbe, 1913
- Leucocelis adspersa (Fabricius, 1801)
- Leucocelis aeneicollis Schaum, 1844
- Leucocelis alboguttata Lansberge, 1882
- Leucocelis albomaculata Moser, 1904
- Leucocelis albopilosa Kraatz, 1899
- Leucocelis albosticta Kolbe, 1895
- Leucocelis aldabrensis Linell, 1897
- Leucocelis allardi Antoine, 1997
- Leucocelis amethystina (MacLeay, 1838)
- Leucocelis amitina Kolbe, 1914
- Leucocelis amoena Péringuey, 1907
- Leucocelis amplicollis Fairmaire, 1894
- Leucocelis angustiformis Preiss, 1904
- Leucocelis annae Burgeon, 1932
- Leucocelis annulipes Kolbe, 1892
- Leucocelis apicalis Kraatz, 1896
- Leucocelis bouyeri Antoine, 2009
- Leucocelis brevis Kolbe, 1895
- Leucocelis brunneipennis Moser, 1911
- Leucocelis bucobensis Preiss, 1904
- Leucocelis canui Antoine, 1988
- Leucocelis chionosticta Antoine, 1997
- Leucocelis chrysocephala De Lisle, 1947
- Leucocelis cincticollis Moser, 1908
- Leucocelis coerulescens Lansberge, 1882
- Leucocelis cognata Harold, 1878
- Leucocelis collarti Burgeon, 1932
- Leucocelis congoensis Antoine, 1992
- Leucocelis consobrina Kolbe, 1906
- Leucocelis couturieri Antoine, 1989
- Leucocelis cupricollis Kraatz, 1880
- Leucocelis decellei Ruter, 1969
- Leucocelis descarpentriesi Ruter, 1978
- Leucocelis discicollis Reiche, 1847
- Leucocelis diversiventris Moser, 1913
- Leucocelis elegans Kolbe, 1895
- Leucocelis feana Janson, 1907
- Leucocelis ferranti Moser, 1911
- Leucocelis franki Janson, 1888
- Leucocelis fuscoaenea Antoine, 1987
- Leucocelis garnieri Antoine, 2002
- Leucocelis giannatellii Antoine, 2002
- Leucocelis grandis Bourgoin, 1919
- Leucocelis haemorrhoidalis (Fabricius, 1775)
- Leucocelis haroldi Kraatz, 1880
- Leucocelis hiekei Ruter, 1969
- Leucocelis hildebrandti Kraatz, 1880
- Leucocelis holdhausi Moser, 1913
- Leucocelis intermedia Antoine, 1987
- Leucocelis irentina Preiss, 1904
- Leucocelis ivoirensis Antoine, 2002
- Leucocelis jeanneli Bourgoin, 1913
- Leucocelis kristenseni Moser, 1911
- Leucocelis lacrymans Lansberge, 1882
- Leucocelis latefasciata Kraatz, 1889
- Leucocelis lateriguttata Moser, 1918
- Leucocelis lerui Antoine, 2002
- Leucocelis limbata Kraatz, 1896
- Leucocelis lucidicollis Kolbe, 1892
- Leucocelis lunata (Reiche, 1847)
- Leucocelis lunicollis Gerstaecker, 1867
- Leucocelis maculicollis Moser, 1913
- Leucocelis maraisi Antoine, 1987
- Leucocelis marginata Schenkling, 1921
- Leucocelis melaena (MacLeay, 1838)
- Leucocelis melanopyga Moser, 1913
- Leucocelis morettoi Antoine, 1997
- Leucocelis mulsanti Guérin-Méneville, 1845
- Leucocelis niansana Kolbe, 1895
- Leucocelis nigrithorax Schenkling, 1921
- Leucocelis nitidula (Olivier, 1789)
- Leucocelis niveoguttata Blanchard, 1850
- Leucocelis niveosticta Moser, 1913
- Leucocelis parallelocollis Kolbe, 1892
- Leucocelis pauliani Ruter, 1978
- Leucocelis petit (Gory & Percheron, 1833)
- Leucocelis plebeja Kolbe, 1895
- Leucocelis polyspila Kolbe, 1907
- Leucocelis polysticta Kolbe, 1892
- Leucocelis pouillaudei Antoine, 1988
- Leucocelis producta Bourgoin, 1919
- Leucocelis puncticollis Moser, 1908
- Leucocelis quadriguttata Westwood, 1874
- Leucocelis refulgens Bourgoin, 1927
- Leucocelis rhodesiana Moser, 1913
- Leucocelis rubra (Gory & Percheron, 1833)
- Leucocelis ruficauda Lansberge, 1882
- Leucocelis rufiventris Moser, 1913
- Leucocelis rufocincta Lansberge, 1882
- Leucocelis semicuprea Kraatz, 1883
- Leucocelis septicollis Schaum, 1848
- Leucocelis similis Kraatz, 1896
- Leucocelis simillima Kraatz, 1896
- Leucocelis spectabilis Kraatz, 1899
- Leucocelis testaceoguttata (Blanchard, 1850)
- Leucocelis transvaalensis Moser, 1913
- Leucocelis triliturata Quedenfeldt, 1884
- Leucocelis triluterata Basilewsky, 1956
- Leucocelis uluguruensis Moser, 1921
- Leucocelis versicolora Moser, 1910
- Leucocelis viossati Antoine, 1988
- Leucocelis viridissima Lansberge, 1882
- Leucocelis viridiventris Moser, 1906
- Leucocelis werneri Antoine, 2006
- Leucocelis zernyi Knirsch, 1944